# Julián Ríos
Julián Ríos Fernández (* 1941 in Vigo) ist ein postmoderner Schriftsteller, der als einer der „schillerndsten und verstörendsten“ der spanischen Literatur gilt. Er lebt in Vétheuil nahe Paris. Auf Deutsch erschienen bislang sein Erzählband Hüte für Alice (1994) und der Roman Liebe als schöne Kunst (2001).

## Leben und Schaffen
Der 1941 im galicischen Vigo geborene Ríos ging in Madrid zur Universität. Zwischen 1966 und 1968 schrieb er am Erzählband Cortejo de sombras, mit dessen Veröffentlichung er jedoch auf den „richtigen Moment“ (d. h. bis 2008) wartete. In den 1970er Jahren arbeitete Ríos für den Verlag Fundamentos und gab in der Sammlung Espiral u. a. Thomas Pynchon, John Barth und Severo Sarduy heraus.
Seinen Debütroman Solo a dos voces (1973) schrieb Ríos zusammen mit dem mexikanischen Schriftsteller Octavio Paz. Ihre Zusammenarbeit setzten sie mit Teatro de signos, transparencias (1974) fort, wobei Ríos die Textauswahl und -montage übernahm.
Bekannt wurde Ríos mit Larva. Babel de una noche de San Juan (1983). Wegen seines „radikalen Bruchs mit allem, was zuvor publiziert wurde“, sticht dieser experimentelle Roman „als vorsätzlicher Versuch heraus, eine spanische Nachbildung von U[lysses] zu schaffen“. Dabei arbeitet Ríos mit Sprachspielen und Neologismen, mit intertextuellen Referenzen sowie mit Karten, Bildern und Morsezeichen. Zudem war Larva der Anfang eines Zyklus, in dem die Hauptfiguren Babelle, Emil Alias und ihr Mentor Reis wiederauftauchen (u. a. in Poundemonium, Monstruario, Casa Ulises). Die Handlung ist, wie in zahlreichen seiner Bücher, in London angesiedelt, das Ríos als ein „Resümee des Universums, eine Art Schmelztiegel verschiedener Sprachen und Kulturen“ betrachtet.
In Poundemonium (1985) setzte Ríos sich mit Ezra Pound auseinander; bereits im Titel spielt er auf den Namen des amerikanischen Dichters an und verknüpft ihn mit der Hauptstadt der Hölle. In Sombreros Para Alicia (1993) spielen Hüte eine zentrale Rolle; in den 32 Geschichten tauchen zudem zahlreiche Figuren der Weltliteratur u. a. der verrückte Hutmacher aus Alice im Wunderland, Moby Dick, Molly Bloom aus Ulysses und Wilhelm Tell auf.
An dem Buch Buñuel, una relación circular con Antonio Gálvez (1994) arbeitete Ríos mit Julio Cortázar und Juan Goytisolo. Amores que atan o Belles lettres (1995) verfasste er als Abecedarium. Epifanías sin fin (1995) entstand aus Werkfragmenten von James Joyce. 2009 veröffentlichte Ríos den tragikomischen Roman Puente de Alma, der nach der Seine-Brücke Pont de l’Alma in Paris benannt ist und auf Mythen um den Tod von Lady Di basiert.

## Werke (Auswahl)
- 1973 Solo a dos voces (mit Octavio Paz).
- 1983 Larva. Babel de una noche de San Juan.
- 1985 Poundemonium.
- 1989 Impresiones de Kitaj: la novela pintada.
- 1993 Sombreros para Alicia.
  - Hüte für Alice/ Sombreros para Alicia. Berlin: Aufbau-Verlag, 1994 ISBN 978-3-351-02816-9 (zweisprachig; übersetzt von Elke Wehr).
- 1995 Amores que atan o Belles lettres.
- 1995 Epifanías sin fin.
- 1999 Monstruario.
- 2000 La vida sexual de las palabras.
- 2001 Nuevos sombreros para Alicia.
- 2003 Casa Ulises.
- 2008 Cortejo de sombras.
- 2008 Quijote e hijos.
- 2009 Puente de Alma.

## Auszeichnungen
- 2010 Prix Laure Bataillon für Puente de Alma[8]